# Циммерман, Роберт (велогонщик)
	Роберт Циммерман (нем. Robert Zimmermann; род. 27 августа 1912 года в Цюрихе, Швейцария — ум. 4 апреля 2006 года в Цюрихе) — швейцарский шоссейный велогонщик, выступавший с 1937 по 1946 год. Победитель Тура Швейцарии 1939 года. Серебряный призёр национального чемпионата 1937 года.

## Достижения
1937
2-й Чемпионат Швейцарии
1938
2-й Тур Северо-Западной Швейцарии
6-й Тур Швейцарии
1-й — Этап 5
1939
1-й Тур Швейцарии
1-й — Этап 4
1-й Гран-при Ле-Локля
2-й Тур Германии
1-й — Горная классификация
1940
1-й Чемпионат Цюриха
1941
8-й Тур Швейцарии
1-й — Этап 3
1945
3-й Вуэльта Каталонии
1-й — Этапы 9 & 12a (кг)
1. ↑  Robert Zimmermann // https://firstcycling.com/rider.php?r=2934